# Tapsi Hapsi – Szellemek napja
A Tapsi Hapsi – Szellemek napja (eredeti cím: Bugs Bunny's Howl-oween Special) 1977-ben bemutatott amerikai rajzfilm, amely a Bolondos dallamok című rajzfilmsorozat alapján készült. Az animációs játékfilm rendezője David Detiege. A forgatókönyvet Cliff Roberts írta, a zenéjét Harper MacKay szerezte. A tévéfilm a Warner Bros. Television gyártásában készült. Műfaja filmvígjáték.
Amerikában 1977. október 26-án a CBS-en, Magyarországon 1987. október 25-én a MTV1-en vetítették le a televízióban.

## Szereplők
| Szereplő              | Eredeti hang | Magyar hang     |
| --------------------- | ------------ | --------------- |
| Boszi                 | June Foray   | Szécsi Vilma    |
| Tapsi Hapsi           | Mel Blanc    | Harkányi Endre  |
| Dodó kacsa            | Mel Blanc    | Usztics Mátyás  |
| Speedy Gonzales       | Mel Blanc    | Maros Gábor     |
| Csőrike               | Mel Blanc    | Földessy Margit |
| Szilveszter           | Mel Blanc    | Koroknay Géza   |
| Cucu malac            | Mel Blanc    | Szombathy Gyula |
| Dodó kacsa unokaöccse | Mel Blanc    | Simorjay Emese  |
| Dr. Jekyll            | Mel Blanc    | Pathó István    |
| Narrátor              | N/A          | Kristóf Tibor   |

### Magyar szinkron
- Munkatárs: Boros István
- Magyar szöveg: Jankovich Krisztina
- Hangmérnök: Kováts Gábor
- Rendezőasszisztens: Lakos Éva
- Vágó: Nikodém Zsigmond
- Gyártásvezető: Nagy Zoltán
- Cím és stáblista felolvasó: Kertész Zsuzsa
- Szöveg felolvasó: Kristóf Tibor

A szinkron a Magyar Televízió megbízásából a Pannónia Filmstúdió készült 1986-ban.

## Összeállítások
- Broom-Stick Bunny (Tapsi boszorkány)
- Hyde and Hare (A szörny és a nyúl / A szörny és a szörnyű)
- Hyde and Go Tweet (Bújócska Csőrikével)
- A Witch's Tangled Hare
- A-Haunting We Will Go (Ez elment vadászni)
- Claws for Alarm (Macska riadó / Éjjeli őr)
- Scaredy Cat (Cucu Malac és az ijedős macska)
- Transylvania 6-5000
- Bewitched Bunny